# 地圖魚
圖麗魚（地圖魚）俗稱豬仔魚、黑豬，為輻鰭魚綱鱸形目隆頭魚亞目慈鯛科的一種。

## 分布
本魚分佈於南美洲巴拉圭、巴西、委內瑞拉、法屬圭亞那的亞馬遜河流域。

## 特徵
本魚魚體呈橢圓形，是一種普遍的觀賞魚。變種很多，常見的有紅花地圖、白地圖、草地圖等。原種地圖魚體色主要是黑褐色，體表有不規則的橙黃色斑塊和紅色條紋，尾柄有橙紅色邊緣的圓斑點。變種白地圖色調淡黃，體表有磚紅色的斑塊和條紋。幼魚魚體上有大理石斑紋。嘴大，唇部多肉。背鰭硬棘12至14玫、軟條19至21枚；臀鰭硬棘3枚、軟條15至17枚。體長可達46公分。

## 生態
本魚為底棲性，喜歡沙底或泥底質的河流或池塘，生長迅速， 適宜水溫為24至28℃，性情兇猛，反應敏捷，雖然是雜食性，但是偏愛食小魚和小蝦，排泄量多。可与飼主亲近。

## 經濟利用
為具高經濟價值的觀賞魚，是最容易飼養的觀賞魚之一，故深受人們的喜愛。但牠們只能單獨裸缸飼養或與少數大型魚如銀龍魚、金龍魚、琵琶魚、狗仔鯨等混養。在南美洲當地為食用魚，也是有名的遊釣魚種。